# Birnen, Bohnen und Speck

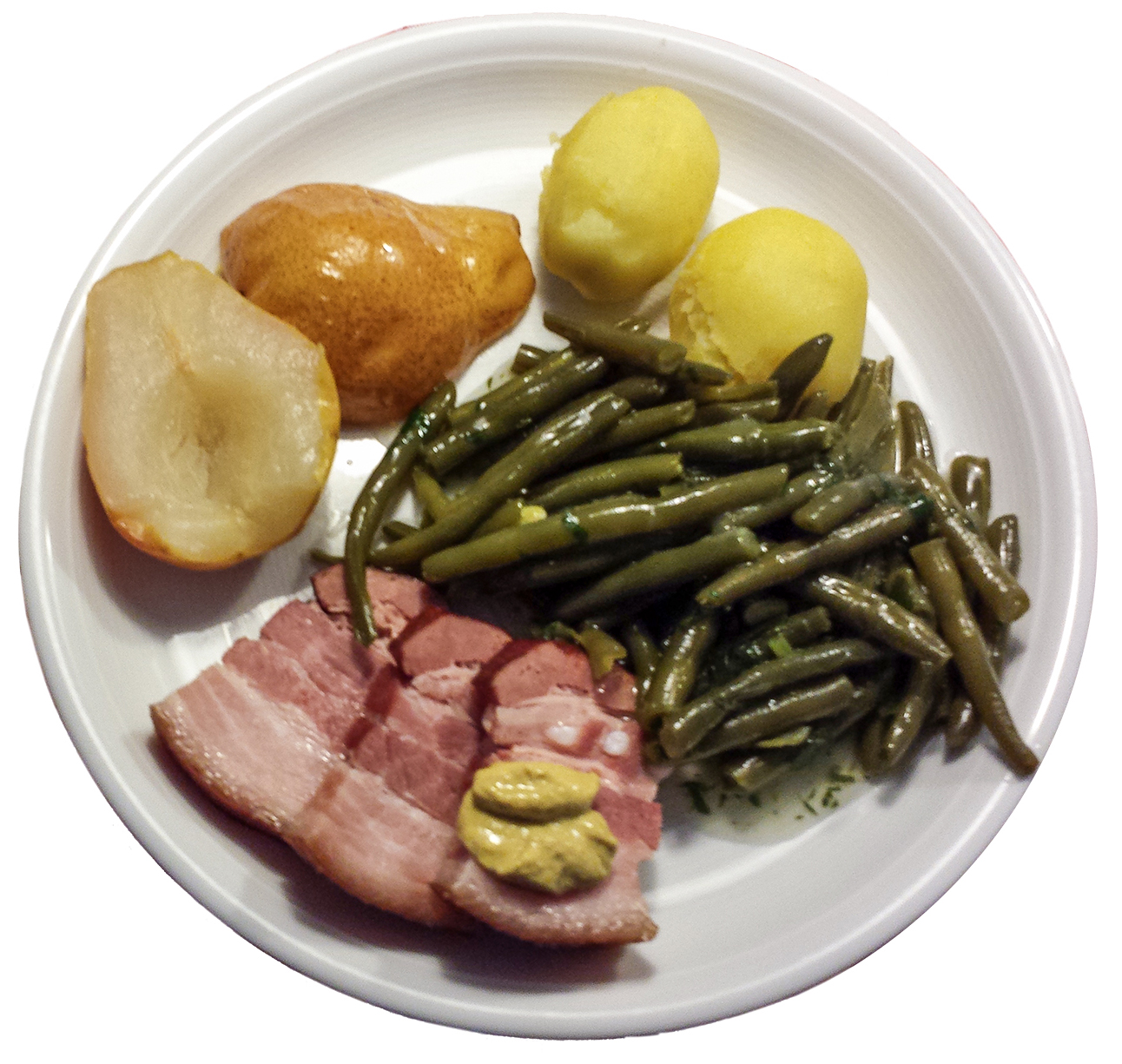
Birnen, Bohnen und Speck

Birnen, Bohnen und Speck (pl. gruszki, fasola i boczek)  – tradycyjne niemieckie danie, powszechne na obszarze Hamburga. Są to gruszki zapiekane razem  z zieloną fasolą oraz pokrojonym tłustym boczkiem, podawane z gotowanymi ziemniakami. Najczęściej serwuje się je na początku jesieni.